# Frontera entre Guinea i Libèria
La frontera entre Guinea i Libèria és la línia fronterera de traçat est-oest que separa el nord de Libèria del sud-oest de Guinea a l'Àfrica central, que entre Yalata i Niatande coincideix amb el curs del riu Saint-John. Separa els comtats liberians de Bong, Lofa i Nimba de la regió guineana de Région de Nzérékoré. Té 563 km de longitud. D'oest a est comença al trifini entre ambdós països amb Sierra Leone i acaba al trifini entre ambdós països amb Costa d'Ivori, als peus del mont Richard-Molard.
Donada la vulnerabilitat de la frontera als grups armats rebels, als conflictes i escaramusses esdevinguts al llarg del segle XX hi ha nombrosos refugiats d'ambdues bandes, lfrontera és considerada perillosa, i almenys als ciutadans estatunidencs se'ls ha recomanat prendre tota classe de precaucions quan viatgen a qualsevol dels dos països.